# Zak Sutcliffe
Zachary „Zak“ Sutcliffe (* 16. Juni 2001 in Bradford, West Yorkshire) ist ein britischer Schauspieler.

## Leben
Sutcliffe wurde am 16. Juni 2001 in Bradford als Sohn von Shaun und Ursula Sutcliffe geboren. Er hat fünf Geschwister. Er lernt das Schauspiel an der Yorkshire School of Acting.
2015 gab Sutcliffe im Fernsehfilm Peter & Wendy in der titelgebenden Hauptrolle des Peter Pan sein Filmschauspieldebüt. 2016 folgten Nebenrollen in der Filmproduktion Der Spion und sein Bruder und im Kurzfilm Sweet Maddie Stone. 2017 stellte er in der Fernsehserie No Offence die wiederkehrende Rolle des Kim Garvey dar. Es folgten unter anderen Serienbesetzungen in Casualty, Butterfly – Alle meine Farben und Doctors ehe er ab 2019 bis einschließlich 2020 in 16 Episoden der Fernsehserie 4 O’Clock Club die Rolle des Evan verkörperte. 2023 stellte er im Film The Last Kingdom: Seven Kings Must Die die Rolle des Thronfolgers Edmund dar und spielt seit demselben Jahr in der Fernsehserie Waterloo Road die Rolle des Schumacher 'Schuey' Weever.

## Filmografie (Auswahl)
- 2015: Peter & Wendy (Fernsehfilm)
- 2016: Der Spion und sein Bruder (Grimsby)
- 2016: Sweet Maddie Stone (Kurzfilm)
- 2017: No Offence (Fernsehserie, 5 Episoden)
- 2017: Bang (Fernsehserie, Episode 1x03)
- 2018: Casualty (Fernsehserie, Episode 33x07)
- 2018: Butterfly – Alle meine Farben (Butterfly, Miniserie, 2 Episoden)
- 2019: Doctors (Fernsehserie, Episode 20x154)
- 2019–2020: 4 O’Clock Club (Fernsehserie, 16 Episoden)
- 2020: Shortcut
- 2021: Hollyoaks (Fernsehserie, 2 Episoden)
- 2021: Ali & Ava
- 2023: The Last Kingdom: Seven Kings Must Die
- 2023: Your Move (Kurzfilm)
- seit 2023: Waterloo Road (Fernsehserie)